# Kazemakase Tsukikage Ran
Carried by the Wind: Tsukikage Ran (風まかせ月影蘭 Kazemakase Tsukikage Ran?) también conocida como Ran - The Samurai Girl, es una serie de anime escrita y dirigida por Akitaro Daichi, producida por Bandai y animada por el estudio Madhouse. Se trasmitió originalmente en Japón por la cadena WOWOW desde el 26 de enero de 2000 hasta el 18 de abril del mismo año.
Tsukikage Ran se inspira en series del género chanbara, como Su-ronin Tsukikage Hyogo de 1965; se mantiene fiel al género infundiéndose con el estilo distintivo de Akitaro Daichi.
En América Latina fue licenciada por Locomotion a finales del año 2004 para su emisión en 2005, pero fue estrenada en el inicio del canal sucesor de este, Animax. Se emitió desde el 3 de agosto de 2005 hasta el 29 de abril de 2007. También tuvo su estreno en el servicio Tubi.

## Argumento
La serie está ambientada en el Japón, a finales del periodo Edo y cuenta la historia de Ran Tsukikage, una hábil chica samurái sin dueño (ronin) a la cual le encanta el sake. Ésta se encuentra por casualidad con una experta en artes marciales chinas llamada Myao, de la "escuela del puño felino" de artes marciales, la cual se le une en su viaje por diferentes pueblos y ciudades japonesas donde se enfrentan a diversas situaciones.

## Personajes
Ran Tsukikage (月影　欄) (Seiyu: Yasuhara Reiko): Una chica samurái sin dueño (Ronin) la cual le gusta el sake y haría lo que sea por obtenerlo, y tiene una gran habilidad con la espada, su ataque especial es el "Ataque de Media Luna", le gusta que su vida sea sencilla, y siempre esta atenta a todo o quienes los rodean.
Myao (ミャオ) (Seiyu: Akemi Okamura): Se une a Ran en su viaje, es una maestra en las artes marciales de la escuela del golpe del puño felino, es muy alegre y despreocupada, ella siempre lucha por el bien aunque siempre se mete en problemas por eso y siempre Ran tiene que salvarla, aunque parezca la más inmadura de las dos siempre tiene que dar su dinero para darle de comer y de beber sake a Ran y siempre tiene que pagar los problemas que ocasiona Ran.

## Producción
- Creador original y director: Akitaro Daichi
- Consejero director: Hiroaki Sakurai
- Diseño de personajes: Hajime Watanabe
- Jefe director de animación: Takahiro Yoshimatsu
- Escenografía: Hidetoshi Kaneko
- Director de fotografía: Hitoshi Yamaguchi
- Música: Toshihiko Sahashi
- Director de sonido: Kazuya Tanaka
- Producción de animación: Madhouse
- Producción: Bandai Visual

## Música
La banda sonora de la serie fue compuesta por el músico y compositor Toshihiko Sahashi:
- Opening: Leave it to the wind de Akemi Misawa.
- Ending: Leave it to the wind 2 de Reiko Yasuhara.

## Recepción
Jacob Churosh de THEM Anime Reviews dio a la serie 4 de 5 estrellas, destacando: "se las ingenia para ser emocionante y divertida al mismo tiempo, ofreciendo también un punto de vista alternativo de los shows de acción de samuráis que parecen poblar la televisión japonesa, de hecho, la intención parece ser parodiarlos".